# Buster und die Polizei
Buster und die Polizei (Originaltitel: Cops; Alternativtitel: Buster zieht um) ist ein stummer Kurzfilm von Edward F. Cline und Buster Keaton aus dem Jahr 1922. Die Slapstick-Komödie wurde 1997 in die US-amerikanische National Film Registry aufgenommen.

## Handlung
Ein junger Mann (gespielt von Buster Keaton) möchte das Herz einer jungen Dame gewinnen. Diese verlangt jedoch von ihm, dass er ein erfolgreicher Geschäftsmann wird. So beschließt er, in die Stadt zu gehen und zu Geld zu kommen. Als er einem vermögenden Mann die heruntergefallene Geldbörse zurückgibt, rechnet er mit Finderlohn, allerdings vergeblich. Durch etwas seltsame Umstände kommt er trotzdem an den Geldbeutel des Mannes und fährt mit dessen Taxi davon. Beim Aussteigen wird er von einem Trickbetrüger beobachtet, der nun so tut, als sei er pleitegegangen. Der junge Mann kauft ihm aus Mitgefühl seinen Hausrat ab, der eigentlich einer Familie gehört, die gerade umziehen will. Der junge Mann kauft sich irrtümlich bei einem Landstreicher eine Kutsche für 5 Dollar und beginnt die Möbel aufzuladen. Die Familie meint nichtsahnend, es handele sich um den Möbelpacker und hilft ihm beim Aufladen.
Nun beginnt eine skurrile Fahrt, die den jungen Mann schließlich mitten in eine Polizeiparade führt. Als ein Attentäter eine Bombe wirft, denken alle, der junge Mann sei der Täter. Chaos bricht aus, und der Mann rennt um sein Leben. Schließlich gelingt es ihm, das Heer von Polizisten im Polizeihauptquartier einzusperren. Als seine Angebetete auftaucht, würdigt sie ihn jedoch keines Blickes. Enttäuscht öffnet er die Tür zum Polizeihauptquartier und begibt sich damit in die Höhle des Löwen. Der Film endet mit einem Grabstein, neben dem der Hut des Protagonisten liegt.

## Hintergrund
Der Film erlebte am 11. März 1922 seine Uraufführung in den USA. Wie bei vielen Filmen führte Keaton auch Regie und legte die Choreografie für die berühmte Verfolgungsjagdszene fest. Der Film wurde auf den Straßen von Los Angeles gedreht. Es dauert etwa 12 Minuten, bis die Jagd in Gang kommt. Das Ende kumuliert in einer Massenszene, inszeniert wie in David Wark Griffiths Die Geburt einer Nation. Keaton inszenierte diese Szene durch Mehrfachaufnahmen, die in die Szene hinein geschnitten wurden. Dabei wird eine Weitwinkel-Einstellung genutzt, um möglichst viele, identisch aussehende Polizisten in eine Szene zu integrieren. Dazu kamen dann kleinere Szenen, bei denen sich verschiedene Polizisten gegenseitig im Weg stehen und sich gegenseitig ausschalten.
Das Besondere ist, dass der Protagonist des Films überhaupt nicht merkt, wie er den Unmut seiner Umgebung auf sich zieht und nichtsahnend in die Katastrophe schlittert. Es wurde vielfach spekuliert, ob Buster und die Polizei eine Reaktion auf die falschen Anschuldigen und den Skandal um Keatons Freund und Mentor Fatty Arbuckle war.
Das Filmen einer Szene mit einer Bombe, noch dazu auf einer Kutsche, war eine heikle Angelegenheit. Nur zwei Jahre vorher geschah der Bombenanschlag auf die Wall Street, bei dem in New York eine Bombe auf einem Pferdewagen gezündet wurde. Die Verleihfirma schreckte zunächst zurück, gab den Film dann aber doch frei. Tatsächlich wurde der Film nicht dahingehend interpretiert und auch die Bezüge zum Arbuckle-Prozess, der zu dieser Zeit in die zweite Revision ging, wurden nicht beachtet.

## Rezeption
Buster und die Polizei gilt als einer der klassischen Slapstick-Filme mit und von Buster Keaton. Der Verein Filmkommunikation Thüringen bezeichnet ihn als „einer von Buster Keatons besten Kurzfilmen überhaupt. In Cops zeigt er seine Talente [als] Artist und Komödiant.“ Der Film enthält eine Reihe klassischer Szenen, die in vielen Formen wiederkehrten. So ist das Wegwerfen einer Bombe ein beliebtes Stilmittel in Zeichentrickfilmen. Jackie Chan nutzte eine Leitersequenz des Films als Inspiration für seine Martial-Arts-Szenen. Bemerkenswert ist außerdem eine Szene, bei der Keaton auf ein fahrendes Auto aufspringt. Insbesondere die Verfolgungsjagd wurde von den damaligen Kritikern gelobt. Tatsächlich war der Erfolg so groß, dass verschiedene Kinos den Film auf den Anschlagtafeln hervorhoben und den darauf folgenden Langfilm klein darunter.